# Malkajgiri
Malkajgiri è una suddivisione dell'India, classificata come municipality, di 175.000 abitanti, situata nel distretto di Rangareddy, nello stato federato del Telangana. In base al numero di abitanti la città rientra nella classe I (da 100.000 persone in su).

## Società

### Evoluzione demografica
Al censimento del 2001 la popolazione di Malkajgiri assommava a 175.000 persone, delle quali 90.000 maschi e 85.000 femmine. I bambini di età inferiore o uguale ai sei anni assommavano a 13.000, dei quali 7.000 maschi e 6.000 femmine. Infine, coloro che erano in grado di saper almeno leggere e scrivere erano 120.000, dei quali 65.000 maschi e 55.000 femmine.